# Ruby Mesu
Ruby Alexandra Antonia Mesu is een Nederlandse vechtsporter. Ze is actief in het kickboksen en in het MMA (Mixed Martial Arts) en is wereldkampioen kickboksen in het lichtgewicht. Daarnaast is Mesu Nederlands en Europees kampioen kickboksen. In Duitsland werd Mesu kampioen bij organisatie AFSO.
In 2016 brak ze haar nek bij een auto-ongeval. Na revalidatie kon ze haar sport weer oppakken. In 2019 werd ze wereldkampioen kickbocksen.